# Svanemølleværket
Svanemølleværket er et dansk varmeværk, der er beliggende ved Svanemøllebugten i Københavns Nordhavn. 
Værket er fra 1947-1953, er opført af Københavns Belysningsvæsen (det senere Københavns Energi, hvis el-division i 2006 blev overtaget af Ørsted) og tegnet af arkitekten Louis Hygom. Det er udført i jernbeton og beklædt med røde teglsten. Bygningens kasser og kvadrater er inspireret af funktionalistisk højhus- og fabriksbyggeri fra 1930'ernes og 1940'ernes USA. Værket blev opført for at forsyne den nordlige del af København med el og fjernvarme, men har i dag som sin primære opgave at levere fjernvarme. 
Det var tidligere et kulfyret kraftvarmeværk, men blev i 1985 ombygget til naturgasfyring, mens reservebrændslet i 1992 blev ændret til letolie. Før 1985 var der 200 ansatte; ved 50-års jubilæet i 2003 blot 55. På kajen ud til Kalkbrænderihavnen var mange havnearbejdere beskæftiget med at losse kulskibene. 
Svanemølleværket bestod fra starten af tre kedler samt to dampturbiner. I 1959 var værket fuldt udbygget med seks kedler og fem turbiner. Den ældre del af værket, med fire naturgasfyrede kedler, har en kapacitet på 75 MW el og op til 450 MJ/s varme. Den nyere blok 7 fra 1995 har et naturgasfyret gasturbineanlæg med afgaskedel, der leverer op til 60 MW el og 180 MJ/s varme. Værket producerede netto 376 GWh el og brutto 4.391 TJ fjernvarme i 2005. Efter etableringen af blok 7 blev to ældre kedler fjernet i 2005-2007 og erstattet af to lavtryksdampkedler. I 2007 og 2008 blev to spidslastkedler taget i drift. Svanemølleværket havde i 2010 en effekt på 81 MW el og ca. 355 MJ/s varme.
En del af moderniseringen indebar ombygning til fjernstyring af anlæggene, så anlægget i dag fungerer som et decentralt varmeværk, der kan fjernbetjenes fra H.C. Ørstedværket og Avedøreværket
Den seneste status for værket er, at blok 7 er taget ud af drift. Der er nu kun de to spidslastkedler tilbage af produktionsanlægget, og værket styres under normale omstændigheder fra Avedøreværkets kontrolrum.
Værkets fremtid er usikker. Det ligger dog fast at Ørsted forlader værket i 2023 og varmeproduktionen lukkes ned. Herefter overdrages det til "By og Havn". Der er overvejelser om at flytte Teknisk Museum fra Helsingør til værket.